# أرنولد إس. شابيرو
أرنولد إس. شابيرو (بالإنجليزية: Arnold S. Shapiro)‏ هو رياضياتي وأستاذ جامعي أمريكي، ولد في 1921 في بوسطن في الولايات المتحدة، وتوفي في 1962.